# Andrijiwka (rejon bogoduchowski)
Andrijiwka (ukr. Андріївка) – wieś na Ukrainie, w obwodzie charkowskim, w rejonie bogoduchowskim, w hromadzie Zołocziw. W 2001 liczyła 4 mieszkańców.